# Sao (Boussé)
Pour les articles homonymes, voir Sao.
Sao est une localité située dans le département de Boussé de la province du Kourwéogo dans la région Plateau-Central au Burkina Faso. Dirigé par le Naaba Kango <<Président du Conseil Économique et Social>>

## Géographie

### Situation
Sao est situé à environ 50 km au nord-ouest du centre de Ouagadougou et à 6 km au sud-est de Boussé. La commune est également à proximité de la route nationale 2 reliant Ouagadougou à Ouahigouya, puis à la frontière malienne.
La ville regroupe quinze quartiers et localités qui sont : Nabitenga, Ouitenga, Boukou, Komtègré, Tanlili, Singdin, Yissouka, Nakomtenga, Dabonsommooré, Ghin, Tanseigna, Bilbalogo, Tegsobgo, Dapoya et Yargo. On distingue cinq quartiers centraux et dix quartiers périphériques dont certains se trouvent à près de 7 km du centre du village.

### Climat
Le village de Sao, situé dans la bande sahélienne, connait une moyenne pluviométrique de 616,5 mm ; qui est en deçà des besoins hydriques de la zone (700 mm). Le réseau hydraugraphique est composé de deux principaux cours d’eau. L’un traverse le village d’ouest au sud-est et se termine en bulli où vivent des caïmans sacrés ; l’autre traverse le village d’ouest en est. La végétation est celle d’un climat soudano-sahélien : une savane arbustive arborée.

### Démographie
La population du village, estimée à 5 410 habitants en 2006, comporte 55 % de femmes. Plus de la moitié des villageois ont moins de quatorze ans.

## Histoire
L’histoire raconte qu’à une certaine époque, un descendant de Naba Ouedraogo, roi de Gambaga fut envoyé par le Mogho-Naba pour occuper la région de Sao. Ce dernier, du nom de Naba Koure, soumit donc la région qui était occupée par des Ninissi. L’un d’eux du nom de Oueoghin, ayant fui Ouagadougou au moment des conquêtes, s’est d’abord réfugié à Ghin, quartier actuel de Sao. Chassé, il partit à Kinana et ensuite à Yaké dans la région de Téma. Se sentant toujours traqué dans cette contrée, il décida de revenir dans la brousse de Ghin pour se soustraire à toute soumission. Là non plus, Oueoghin ne trouva pas la paix, parce que traqué par Naba Kouré, le nouvel arrivant. Mais, ses émissaires n’arrivèrent jamais à attraper Oueoghin. Ce manège dura longtemps jusqu'à ce que ce dernier décidât de se soumettre en allant se prosterner devant Naba Kouré. Devant cette scène, les courtisans de Naba Kouré qui n’ont pas oublié les tours qui leur furent joués par ce rebelle, lui tinrent le langage suivant :
C’est de ce mot « Saod » que le village tire son nom actuel Sao, c’est-à-dire danse en mooré. 43 chefs (dont une femme) ont régné sur le trône de Sao ; le chef actuel est le Naba Kaongo, intronisé le 27 juin 1993.

## Administration
A Sao, la société est de type gérontocratique dans lequel le chef de village décide en dernier ressort. Dans la pratique le village est administré par le chef malgré la présence d’un responsable administratif nommé par le préfet de Boussé. Le chef de Sao, qui se trouve en même temps chef de canton (27 villages), exerce son pouvoir à travers un conseil composé de la cour et des chefs ou doyens de quartiers. Au niveau de la famille, c’est le doyen qui dirige.
Depuis 1999, la commune est jumelée avec la ville française de Cholet.

## Économie
Un marché se tient tous les trois jours.

## Santé et éducation
Sao accueille un centre de santé et de promotion sociale (CSPS) tandis que le centre médical avec antenne chirurgicale (CMA) de la province se trouve à Boussé. Le CSPS a été réalisé avec l’appui de l'organisation non gouvernementale SOS Sahel International France et la ville de Cholet. Il comprend un dispensaire, une pharmacie et deux logements. Le village dispose d’une quinzaine de forages, de cinq puits.
Le village possède trois écoles primaires publiques (au bourg, à Boukou et à Rabonsnoré) ainsi qu'un centre d’alphabétisation des femmes[réf. nécessaire].